# Увальский сельсовет
Увальский сельсовет — сельское поселение в Татарском районе Новосибирской области Российской Федерации.
Административный центр — село Увальское.

## История
Статус и границы сельского поселения установлены Законом Новосибирской области от 2 июня 2004 года № 200-ОЗ «О статусе и границах муниципальных образований Новосибирской области»

## Население
| 2002 | 2010 | 2012 | 2013 | 2014 | 2015 | 2016 |
| ---- | ---- | ---- | ---- | ---- | ---- | ---- |
| 1105 | ↘867 | ↘830 | ↘801 | ↘779 | ↘760 | ↗769 |
| 2017 | 2018 | 2019 | 2020 | 2021 |      |      |
| ↘764 | ↘758 | ↘744 | ↘728 | ↘708 |      |      |

## Состав сельского поселения
| № | Населённый пункт | Тип населённого пункта       | Население |
| - | ---------------- | ---------------------------- | --------- |
| 1 | Зелёная Грива    | деревня                      | ↘35       |
| 2 | Рождественка     | деревня                      | ↘69       |
| 3 | Увальское        | село, административный центр | ↘661      |
| 4 | Чинявино         | деревня                      | ↘102      |

### Упразднённые населённые пункты
Деревня Степановка 1-я.